# Tack, Herre, för din sabbatsdag
Tack, Herre, för din sabbatsdag är en psalm med text hämtad ur Sions Sånger och musik efter Ludwig van Beethoven. Texten bearbetades 1985.

## Publicerad i
- Psalmer och sånger 1987 som nr 450 under rubriken "Kyrkan och nådemedlen - Helg och gudstjänst".[1]